# カルムイク人
カルムイク人（カルムイクじん、オイラト語: хальмг,хальмгуд,Kalmyk）とは、ロシア（主にカルムイク共和国）とキルギスに住むモンゴル系民族（オイラト）の一部族。カルムイキア、カルミック、カルムックとも。

## 歴史

### 起源
カルムイク語はモンゴル諸語の1つだが、元来はテュルク系の一派だったとも伝わる。

### カルムイク・ハン国
カルムイキア人は、1630年にドルベン（ドルベン・オイラト、瓦剌）のひとつトルグート部の指導者ホー・ウルロク太師に率いられ、同じオイラートのホシュート部に発した内乱を避けてヴォルガ河畔（ノガイ・オルダ）へ移住した（カルムイク・ハン国、1630年 - 1771年）、トルグート部及びホシュート，ドルベト両部の一部、合計五万家族の子孫である。
ヴォルガ・カルムイク人たちはロシア帝国（フョードル3世、ミハイル・ロマノフ父子の治世）と同盟し、報酬を得てロシアの敵オスマン帝国やスウェーデンと戦った。アレクセイ (モスクワ大公)の治世に農奴制が法的に完成して北方戦争後に徴税と徴兵が強化されると、1670年にラージンのドン・コサック盗賊団に合流してラージンの乱（1670年 - 1671年）を起こし、ヴォルガ川流域やカスピ海沿岸のサファヴィー朝ペルシアを荒らした。
1719年11月23日に、クリミア・ハン国や東方のタタール（カルムイク・ハン国を含む）との緩衝地帯形成を目的とする、ロシア皇帝ピョートル大帝の命令で人口希薄なヴォルガ川沿岸の空白地の耕作へドイツ人の移民誘致が始まり、ロシア人やウクライナ人、ドイツ系（ヴォルガ・ドイツ人）の移住者に圧迫されて、カルムイク人は荒地に押しやられた。
1755年から1759年にかけて、清の乾隆帝がジュンガル・ホンタイジ国を征服、清・ジュンガル戦争が終結。疫病（天然痘）の蔓延でカルムイク人の父祖の地が空き地になる。1771年、ヴォルガ・カルムイク人の指導者ウバシは、父祖の地である東トルキスタンのイリ地方への帰還を決定した。

### ロシア帝国
ところがその年は暖冬で、ヴォルガ川が凍結しなかったためヴォルガ西岸にいた半数は取り残されることになった。この取り残された人々こそがカルムイキア自治共和国のカルムイキア人の祖先である。また、このときみすみすカルムイク人たちを逃がしたロシア政府の辺境守備での無能振りと権威の失墜（ウラル・コサックの蜂起 (1772年)）が、2年後の1773年にドン・コサックが蜂起したプガチョフの大乱を招くきっかけとなった。
イデル＝ウラル国（1917年 - 1918年）の独立に参加。1920年、カルムイク自治州が設置された。1935年、カルムイク自治ソビエト社会主義共和国。1943年にはナチス・ドイツに対する協力の疑いをかけられ、9万3千人以上がシベリアに追放。1万6千人以上が死亡した(Deportation of the Kalmyks)。1957年にカルムイク自治州が再設置され、1958年にカルムイク自治ソビエト社会主義共和国に昇格。1992年3月31日、カルムイク共和国となった。
カルムイク人たちは、ロシア連邦カルムイク共和国に住み、現在では一部がロシア人との混血が進んでいる。なお、ウラジーミル・レーニンは、父方の祖母を通じてカルムイク人の血を引いている。

### 清
イリ地方へ帰還を目指した半数は、ロシアの追撃や周辺の諸民族の襲撃などの苦難の末、17万のうち10万人を失いイリへたどり着き、清の乾隆帝の庇護下に入った。清朝は帰順したカルムイク人をトルグート部と呼び、現在の新疆ウイグル自治区バインゴリン・オイラト自治州で遊牧を許した。
現在、この自治州のトルグート部は約4万人余りとされ、とくに和静県に3万人所在する。この他にもイリ地方や青海省などにも少数が分布する。